# 瑟切烏列鹽田
瑟切烏列鹽田是斯洛維尼亞規模最大的蒸發鹽田，也是地中海最北端的鹽田和少數仍以傳統方式生產的鹽田，並且也是重要的濕地和水鳥的繁殖地。

## 外部連結
- 维基共享资源上的相關多媒體資源：瑟切烏列鹽田